# Blaubart und seine Kinder
Blaubart und seine Kinder ist ein italienischer Film aus dem Jahr 1987 von Fabio Carpi.

## Inhalt
Ein berühmter Psychoanalytiker, wegen seiner fünf Ehen auch Blaubart (Barbablù) genannt, soll aus Anlass seines 83-jährigen Geburtstags in einem lokalen Fernsehsender ein Interview geben, das in seiner luxuriösen Villa am Comer See aufgezeichnet werden soll. Der Patriarch, autoritär und launisch wie er ist, der sein Angehörigen immer mal wieder mit der Ankündigung seines kurz bevorstehenden Todes sekkiert, hat seine Kinder, Schwiegertochter und Enkel um sich versammelt. Aber er ist wie üblich mehr an sich selbst und dem Interview als an seiner Familie interessiert. Sohn Federico ist ein schwacher Mann, die Tochter Bella ist Schauspielerin ohne Talent, Gastone, ein Egoist, dessen Gedanken ausschließlich um Sex kreisen. Dann gibt es noch die Enkel Eva und Rinaldo, die durch eine Inzest-Beziehung aneinander gebunden sind. Seine zynischen Bemerkungen bringen die latent vorhandenen Spannungen in der Familie, ihre gestörten Beziehungen zueinander, ihre sexuellen Obsessionen nach und nach ans Licht.
Auch jetzt hat er wieder einen Herzinfarkt, die er aber dank der hingebungsvollen Pflege Adeles heil übersteht. Adele war Krankenschwester, ist wohl seine aktuelle Lebensgefährtin und wird von der ganzen Familie verachtet. Der allgemeine Frust, Unmut und Verdruss nehmen zu, bis einer nach dem anderen das Haus verlässt. Rinaldo rast mit seinem Motorrad in den Tod. Es bleibt ihm seine Enkelin, die als einzige Sympathie für ihren Großvater, den alternden Egomanen, empfindet.

## Hintergrund
Der Titel Blaubart bezieht sich auf eine Erzählung von Charles Perrault in den Contes de ma Mère l’Oye. Der Blaubart-Stoff ist seit dem Ende des 18. Jahrhunderts in unzähligen Variationen in der Literatur, der Oper, dem Theater und dem Ballett durchgespielt worden, im Film seit 1901 allein 19 mal. Der Stoff war Gegenstand literaturwissenschaftlicher und psychoanalytischer Untersuchungen.
Als Vorbild für den von John Gielgud verkörperten Psychoanalytiker gilt Cesare Musatti, ein Pionier der Gestaltpsychologie und der Psychoanalyse in Italien. Musatti selbst hat mehrere Aufsätze über die Beziehung zwischen Film und Psychoanalyse veröffentlicht.
Musatti war Carpis Lehrer am Liceo Parini in Mailand, unter dem er eine Philosophie-Prüfung abgelegt hat. 1986 drehte Carpi den Dokumentarfilm Musatti, matematico veneziano über seinen ehemaligen Lehrer. Carpi stellte in einem langen Interview 20 Fragen, die er vorher Musatti vorgelegt hatte. Der Film wurde innerhalb von 5 Tagen mit einer kleinen Crew in Musattis Villa aufgenommen. Musatti selbst war viermal verheiratet, seine beiden ersten Ehefrauen starben nach nur wenigen Ehejahren.

## Produktion und Veröffentlichung
Der Film wurde in Kooperation von RAIDue, Beta Film GmbH und Pont-Royal-Film-TV produziert. Blaubart und seine Kinder ist der achte Film, den Carpi in einem Zeitraum von 20 Jahren gedreht hat. Die Kostüme entwarf der italienische Kostümbildner Alberto Verso und Amedeo Fage das Set-Design. John Gielgud, Niels Arestrup und Susannah York wurden in der italienischen Originalfassung synchronisiert.
Premiere des Films war am 24. September 1987 auf dem San Sebastián Film Festival, der Film erhielt keine Auszeichnung. Kinopremiere in Italien war am 17. November 1989 in Mailand. Am 17. Dezember 1990 wurde der Film im ZDF gezeigt.